# 嵯峨野昴
マイキー（嵯峨野 昴/さがの すばる）は、日本で活躍するプロゲーマー。数々の国内大会を制し、国際大会でも輝かしい成績を残すトッププレイヤーである。
現在は1.FC Nurnberg所属、EA JAPANより『EAJAPAN FIFAアンバサダー』に任命されている（エレクトロニック・アーツ社FIFAシリーズ）
2017年、ロンドンで行われたFIFAインタラクティブワールドカップグランドファイナルに初の日本人選手として出場した。

## 主な大会戦績
- ウイニングイレブン8LE　全国大会最年少出場記録
- ウイニングイレブン10　全国大会ベスト4
- ウイニングイレブン2010　オンライン予選優勝・全国決勝優勝・世界大会出場
- ウイニングイレブン2011 全国決勝優勝・世界大会準優勝
- 東京ゲームショウ FIFA12優勝
- ウイニングイレブン2012　全国大会ベスト4
- RedBull 5G 2013 スポーツ部門FIFA14優勝
- ESWC2014日本予選優勝/グループリーグ敗退 2勝2分3敗 5位
- ESWC2015日本予選優勝/グループリーグ敗退 2勝3分2敗 5位
- FIWC2015 Season2　90戦90勝 オンライン世界ランキング3位で予選突破 グランドファイナリスト
- ESWC2016日本予選優勝/初のグループリーグ突破 4勝1分2敗 3位、グランドファイナリスト　ベスト16
- FIWC FIFA17日本予選優勝/グランドファイナリスト
- FUTchampions 160戦133勝 10月の月間世界ランキング99位、週間最高ランキング 40戦38勝 週間世界ランキング26位、(※2016年12月21日現在までの最高ランキング)